# Vanceboro (Carolina del Nord)
Vanceboro è un comune degli Stati Uniti d'America, situato in Carolina del Nord, nella contea di Craven.